# Halkapınar (district)
Halkapınar is een Turks district in de provincie Konya en telt 5.356 inwoners (2007). Het district heeft een oppervlakte van 1054,0 km². Hoofdplaats is Halkapınar.
De bevolkingsontwikkeling van het district is weergegeven in onderstaande tabel.
| 1997  | 2000  | 2007  |
| ----- | ----- | ----- |
| 6.988 | 6.255 | 5.356 |